# Carmen Moreno Toscano
Carmen de la Soledad Moreno Toscano (Ciudad de México, 4 de abril de 1938) es una diplomática mexicana (embajadora emérita) especialmente conocida por su compromiso como defensora de los derechos de las mujeres y la promoción y defensa de los derechos humanos. El 1 de enero del 2021, fue designada subsecretaria de Relaciones Exteriores y ratificada por el Senado de la República el 16 de febrero de 2021. Anteriormente, en julio del 2019, fue designada embajadora de México en Nicaragua por el presidente Andrés Manuel López Obrador. Actualmente es la embajadora de México ante los Países Bajos. 
También formó parte de la Organización de los Estados Americanos (OEA), ocupando el cargo de Secretaria Ejecutiva de la Comisión Interamericana de Mujeres (CIM) desde 2009 al 2019. Especializada en género, migración, derechos humanos, cuestiones internacionales de seguridad y política exterior, ha trabajado en numerosos organismos internacionales. También ha dirigido el Instituto Internacional de las Naciones Unidas para la Capacitación y la Promoción de la Mujer (INSTRAW) de 2003 a 2008. Anteriormente fue embajadora de México en Costa Rica (1989) y en Guatemala (2001-2003) y en 1994, fue la primera mujer designada Embajadora Eminente de México.

## Biografía
Hija del político y abogado mexicano Manuel Moreno Sánchez, fundador del Partido Social Demócrata, y hermana de Alejandra Moreno Toscano, historiadora, cursó los primeros años de derecho y economía en la Universidad Nacional Autónoma de México (UNAM), así como de Héctor Moreno Toscano, y de Octavio Moreno Toscano. Se licenció en relaciones internacionales por El Colegio de México e ingresó en el Servicio Exterior Mexicano como canciller en 1957. Por oposición obtuvo el rango de Vicecónsul del Servicio Exterior Mexicano en 1960, ascendió a Primera Secretaria en 1976, a consejera en 1977, a Ministra en 1979 y fue nombrada Embajadora de México en 1982.[cita requerida]
En la Secretaría de Relaciones Exteriores ha estado adscrita a las Dirección General del Servicio Diplomático en el Departamento de Estados Unidos, Europa, Asia y África (1960-1961); fue jefa del Departamento de Publicaciones en la Dirección General de Archivo, Biblioteca y Publicaciones (1974); la Dirección General de Organismos Internacionales (1975-1979); la Consultaría Jurídica (1979) y la Dirección General de Organismos Especializados de la ONU (1979-1980).[cita requerida]
Ha sido directora general de Relaciones Económicas Multilaterales (1980-1988) en la Secretaría de Relaciones Exteriores y directora general de Organismos Regionales Americanos (1988-1989). De enero de 1998 al 30 de noviembre de 2000 fue subsecretaria para Naciones Unidas, África y Medio Oriente.[cita requerida]
En el exterior, ha estado adscrita a la Delegación Permanente de México ante los Organismos Internacionales con sede en Ginebra (1957-1959), ha sido embajadora de México en Costa Rica (1989-1994) y representante Permanente de México ante la Organización de los Estados Americanos (1995-1998).[cita requerida]
De 1998 al 2000, Subsecretaria de Relaciones Exteriores de México responsable de Naciones Unidas, África y Medio Oriente. Su siguiente destino fue el de embajadora en México en Guatemala (2001-2003).
Ha representado a México en numerosas reuniones internacionales sobre asuntos políticos, económicos y sociales. Participó en las negociaciones de la Convención sobre prohibiciones o restricciones de ciertas armas convencionales que puedan tener efectos crueles e indiscriminados. Fue coordinadora del Grupo de los 77 en la Comisión Económica de Naciones Unidas (1983) y su portavoz para deuda y desarrollo (1984) cuando se negoció y adoptó por consenso la única resolución sobre deuda. Y en varias otras reuniones sobre esta temática. También participó en diversas reuniones del Proceso de Puebla sobre Migración y en reuniones de la iniciativa global.[cita requerida]
En 1994 se convirtió en la primera mujer designada Embajadora Eminente de México.
También fue la única latinoamericana en el Grupo de 10 Asesores del Secretario General Kofi Annan para la Reforma de la ONU. 
Como Embajadora de México en la OEA ha sido Presidenta del Consejo Permanente, de la Comisión de Seguridad Hemisférica y del Grupo de Trabajo que elaboró la Convención Interamericana contra el Tráfico Ilícito de Armas, Municiones, Explosivos y otros Materiales Relacionados.[cita requerida]
En 2003 fue fundadora y Coordinadora del Programa de Prevención de Conflictos y Negociación en el Centro de Investigaciones Interdisciplinarias en Ciencias y Humanidades de la UNAM.
En 2012 fue nombrada Consejera Ciudadana para Migración y Miembro del Consejo Consultivo de la Comisión Nacional de los Derechos Humanos de México, puesto para el que fue elegida por unanimidad por el Senado de la República Mexicana y reelecta de la misma manera.
Es miembro del Colegio de Internacionalistas, de la Asociación del Servicio Exterior Mexicano (Tesorera de 1981-1982) (presidenta durante 1984-1986), de la Asociación Mexicana pro Naciones Unidas y de la sección mexicana de la Sociedad Internacional para el Desarrollo, de la sección mexicana del Club de Roma y es fundadora del Centro Mexicano de Análisis Estratégico y Negociación Internacional (CAENI).[cita requerida]

### Defensora de los derechos de las mujeres
Participó en la Primera Conferencia de las Naciones Unidas sobre la Mujer, celebrada en México en 1975, donde se inició en la defensa de los derechos de las mujeres. Ha expresado que sin las mujeres no hay democracia y así lo señaló al recibir el Premio "Elvia Carrillo Puerto 2015" del Senado de México.[cita requerida]
En 2003 fue designada por Kofi Annan para dirigir el Instituto Internacional de las Naciones Unidas para la Capacitación y la Promoción de la Mujer (INSTRAW), organismo con sede en Santo Domingo, creado por el Comité Económico y Social de las Naciones Unidas (ECOSOC) siguiendo las recomendaciones de la primera Conferencia Mundial sobre la Mujer celebrada en Ciudad de México en 1975. Durante el periodo que estuvo al frente (2003-2008) reorganizó el Instituto, dedicado a la identificación de políticas públicas, fortalecimiento de capacidades y administración del conocimiento para la promoción de la mujer, desarrollando tres áreas que realizaron importantes contribuciones pioneras en: a) género, migración, remesas y desarrollo; b) género, paz y seguridad, y c) gobernabilidad y participación política de la mujer a nivel local, además de una sobre transversalización de género. 
En julio de 2009 el Secretario General de la OEA José Miguel Insulza la designó Secretaria Ejecutiva de la Comisión Interamericana de Mujeres cargo que ocupó durante una década, hasta 2019, desde donde reclamó la falta de fondos presupuestarios en los países para combatir la violencia contra las mujeres y la brecha que genera la falta de participación de las mujeres en los gobiernos, sobre todo en los municipales.
En julio de 2019 fue designada por el presidente Manuel López Obrador como embajadora de México en Nicaragua sustituyendo al embajador José Omar Hurtado, asumiendo el puesto a principios de septiembre.

## Premios y reconocimientos
- 1994 el presidente de México le otorgó el rango de Embajadora Eminente siendo la primera mujer en obtener ese honor.
- 1994 Condecoración 25 Años del Servicio Exterior Mexicano otorgada por el presidente Miguel De La Madrid
- 1994 Orden de Juan Mora Fernández, en grado de Cruz de Plata por el presidente de Costa Rica
- 1999 Premio "Mujeres Guías de Logros Destacados" por sus aportaciones a los derechos de las mujeres[6]
- 2003 El Presidente de Guatemala Alfonso Portillo le otorgó la Orden del Quetzal en grado de Gran Cruz de Guatemala (2003)
- 2013 El Presidente François Hollande le otorgó la Orden de la Legión de Honor en grado de Caballero por su labor en defensa de los derechos las mujeres
- 2015 Premio “Elvia Carrillo Puerto 2015” Senado de México